# NGC 4526
NGC 4526 (även listad som NGC 4560)  är en linsformad galax med en inbäddad stoftskiva, belägen ungefär 55 miljoner ljusår från solsystemet i stjärnbilden Jungfrun. Den upptäcktes år 1784 av Wilhelm Herschel. Herschel observerade den igen den 28 december 1785, vilket resulterade i att galaxen fördes in två gånger i New General Catalogue.
Galaxen ses från jorden nästan från kanten. Den morfologiska klassificeringen är SAB(s)0°, vilket anger en linsformad struktur med en svag stav över mitten och rena spiralarmar utan ring. Den tillhör Virgohopen och är en av de ljusaste kända linsformade galaxerna. I galaxens yttre halo tyder de klotformiga stjärnhopernas omloppshastighet på onormal brist på mörk materia, med endast 43 ± 18 procent av massan inom 5 effektiva radier.
Den inre kärnan i galaxen uppvisar en ökning av stjärnbanornas rörelser, vilket tyder på närvaro av en central mörk massa. Den bäst anpassade modellen för rörelsen av molekylär gas i kärnregionen antyder att det finns ett supermassivt svart hål med ungefär 4,5 +4,2−3,0 x 108
 (450 miljoner) gånger solens massa. Detta är det första objektet vars svarta håls massa har uppskattats genom att mäta rotationen av gasmolekyler runt dess centrum med en astronomisk interferometer (i detta fall Combined Array for Research in Millimeter-wave Astronomy).

## Supernovor
Två supernovor har observerats i NGC 4526:
- SN 1969E (okänd typ, mag. 16) upptäcktes av Enrique Chavira den 23 mars 1969.[10][11]
- SN 1994D ( typ Ia , mag. 15.2) upptäcktes oberoende av varandra av Leuschner Observatory Supernova Search och av Dr. M. Richmond, den 7 mars 1994, ungefär två veckor innan den nådde sin maximala ljusstyrka.[12] Den orsakades av explosionen av en vit dvärgstjärna bestående av kol och syre.[13]

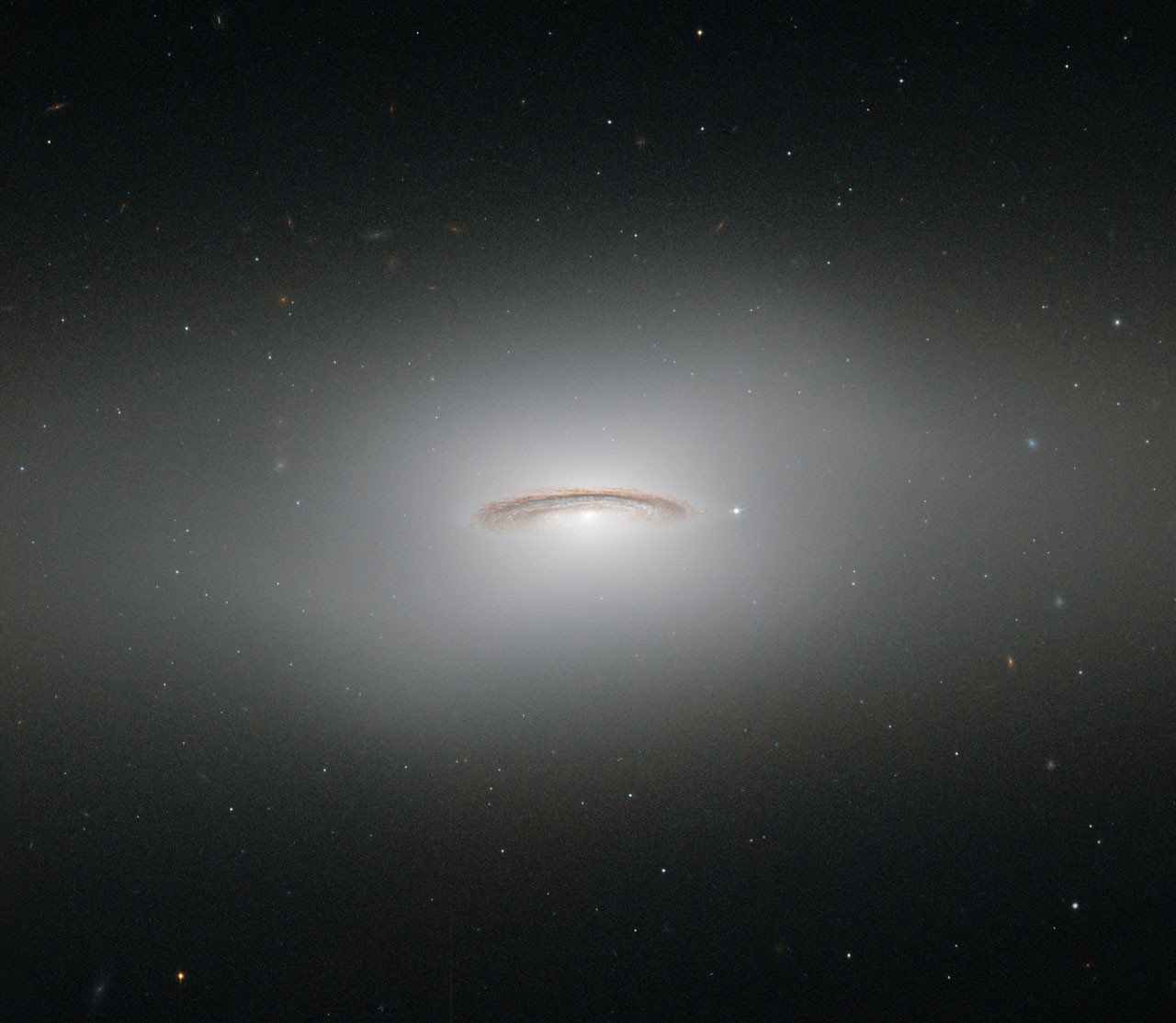
Bredare bild från Hubbleteleskopet som visar höljet av mer avlägsna stjärnor i omloppsbana